# Metromenus audax
Metromenus audax är en skalbaggsart som beskrevs av Perkins 1917. Metromenus audax ingår i släktet Metromenus och familjen jordlöpare. Inga underarter finns listade i Catalogue of Life.